# Excavarus velox
Excavarus velox är en stekelart som först beskrevs av Walley 1937.  Excavarus velox ingår i släktet Excavarus och familjen brokparasitsteklar. Inga underarter finns listade i Catalogue of Life.